# Daphnia retrocurva
Daphnia retrocurva — вид зяброногих ракоподібних родини Daphniidae.

## Поширення
Прісноводний вид. Поширений на північному сході США та південному сході Канади, зокрема населяє всі п'ять Великих озер та численні дрібні внутрішні водойми.

## Опис
Тіло овальне, завдовжки 1,3-1,8 мм у самиць та близько 1 мм у самців. Голова овальна, звужується до верхівки. Маленькі перші антени містять нюхові органи чуття, тоді як великі другі антени служать придатками для плавання.